# Regina Bruce
Regina Bruce (* 12. Dezember 1900 in Elberfeld; † 21. September 1991 in Lomé) war eine deutsch-togoische Pädagogin und Präsidentin des Roten Kreuzes von Togo.

## Leben
Regina Bruce wurde am 12. Dezember 1900 in Elberfeld, heute zu Wuppertal gehörend, geboren. Ihr Vater war Prinz John Calvert Nayo Bruce, geboren am 3. März 1859 in Klein-Popo, Togo. Er war der Sohn des Königs Amuzu Djaglidjagli und gehörte zur Ethnie der Ewe. Nayo Bruce hatte die Schule der Bremer Mission besucht und als Dolmetscher für die Kolonialverwaltung gearbeitet.
Er erhielt 1896 das Angebot, anlässlich der ersten Deutschen Kolonialausstellung in Berlin als Darsteller an einer Völkerschau teilzunehmen. Am 1. Mai 1896 traf er in Deutschland ein. Er trat auf und entdeckte die Völkerschau für sich als Geschäftsmodell. Er gründete 1898 seine eigene „Togo-Truppe“ und tingelte zusammen mit vierzig Landsleuten jahrelang quer durch Europa. Sie spielten singend und tanzend  „Sklavenmarkt“, „Überfall der Buschmänner“ und „Eine Nacht im Togoland“. Mit dabei waren auch seine vier Ehefrauen, mit denen er insgesamt 11 Kinder hatte, denn obwohl er evangelisch getauft war, hatte er an dem Brauch seines Heimatlandes festgehalten, mit mehreren Frauen verheiratet zu sein. Die Truppe gastierte 1900 in Elberfeld im dortigen Eden-Theater, dem heutigen Rex-Theater; dort wurde am 12. Dezember Regina Bruce geboren. Ihre Mutter war Dassi Creppy. Im Eintrag des Geburtenregisters ist vermerkt: „Mutter: Dahi Bruce, geborene Confert, angezeigt und unterschrieben von der Hebamme Caroline Schöpp.“

### Ausbildung
Das Leben in der Truppe war für die Kinder jedoch nicht förderlich und so vermittelte die Bremer Mission, als sich die Truppe 1904 in Warnemünde aufhielt, den Kontakt zur Familie von Baron George von Fircks aus einem alten baltischen Adelsgeschlecht. Diese nahm Regina und ihren Halbbruder Pietro bei sich auf. Sie ermöglichten ihnen eine gute Ausbildung, teilweise lebten sie auf dem Landgut in Riga. Eigentlich sollten die Kinder nur wenige Jahre bei der Familie von Fircks bleiben, um eine Ausbildung zu erhalten, denn das war ihrem Vater wichtig, doch sie blieben dort bis zu ihrem Erwachsenenalter. Regina Bruce besuchte die höhere Töchterschule und machte eine Ausbildung bei den Diakonissen. Ihr Halbbruder wurde Koch. Als sie 20 Jahre alt war, übernahm sie gemeinsam mit ihrer Freundin Hanna die Leitung des evangelischen Kinderheims Sonnenschein in Groß-Borstel bei Hamburg.

### Schulleitung in Lomé
Die Bremer Mission entschied 1926, Regina Bruce nach Togo zu schicken. Sie sollte dort ein Mädchenschulheim in Lomé leiten. Dies stellte sie vor eine große Herausforderung, denn sie kannte das Land nicht und sprach weder die Landessprache Ewe noch das inzwischen übliche Französisch. Togo war infolge des Ersten Weltkriegs auch keine deutsche Kolonie mehr. Französisch-Togo stand nun unter neuer, französischer Verwaltung. Die Franzosen förderten zwar die christliche Missionsarbeit, aber sie akzeptierten keine weißen Missionare. Da die Bremer Mission jedoch in dem Gebiet keine afrikanischen Lehrerinnen ausgebildet hatte, schickten sie Regina Bruce, die neunzig Schülerinnen unterrichten sollte und fünfzig Kinder im Vorschulalter zu betreuen hatte. Mit ihr reisten ihre Halbschwester Anni und ihre Schwester Lisa Bruce. Anni und Lisa waren in Düsseldorf im christlichen Kinderheim der Graf-Recke-Stiftung aufgewachsen. 
Die drei Schwestern mussten einen Intensivkurs Französisch absolvieren und Ewe, die Landessprache von Togo, erlernen. Aus Zeitgründen sprachen sie Ewe zunächst nur recht oberflächlich. Dies erschwerte es ihnen erheblich, sich in Lomé einzugewöhnen. Alle drei Schwestern hatten Heimweh und wollten zurück nach Deutschland.

### Hochzeit und Familie
Regina Bruce war mit der Aufgabe der Leitung des Mädchenschulheims deutlich überfordert. Sie fand Freundschaft und Unterstützung bei Jonathan Savi de Tové. Von ihm wurde sie auch schwanger, was zur Beendigung ihrer Arbeit für die Mission führte, da Savi de Tové bereits verheiratet war und drei Kinder hatte. Savi de Tové ließ sich scheiden und heiratete Regina Bruce. Am 29. September 1928 kam Tochter Fernanda in Keta zur Welt, es folgten noch vier weitere Kinder. Der 1939 geborene jüngste Sohn Jean-Lucien Savi de Tové wurde Politiker und war von 2005 bis 2007 Minister für Handel und Handwerk der Republik Togo. Jonathan Savi de Tové hatte zunächst die Druckerei seines Vaters übernommen, in der die Zeitung der späteren Unabhängigkeitsbewegung Togos erschien. Er vertrat von 1947 bis 1953 die Interessen der Bevölkerung von Togo in der Assemblée de l’Union Française und war als Mitbegründer und Generalsekretär der Befreiungsbewegungspartei CUT an der Unabhängigkeit Togos 1960 maßgeblich beteiligt. Danach war er Parlamentsvorsitzender, dann zusätzlich Sonderbevollmächtigter seines Landes in Bonn. Nach einem Putsch 1963 fand er in Bonn Asyl und eine Anstellung als Ewe-Lektor an der Universität zu Köln. Sie zogen in eine kleine Wohnung am Neptunplatz in Köln-Ehrenfeld.

### Karitative Arbeit
Regina Bruce engagierte sich beim Roten Kreuz von Togo und wurde schließlich zu dessen Präsidentin ernannt. In dieser Funktion reiste sie oft nach Togo. Als Bundespräsident Heinrich Lübke und seine Frau Wilhelmine im März 1966 zu einem Staatsbesuch nach Lomé kamen, gehörte Regina Bruce in ihrer Funktion als Präsidentin des Roten Kreuzes von Togo zu den Ehrengästen. 1968, als sich die Lage beruhigt hatte, kehrten sie schließlich nach Togo zurück. Jonathan Savi de Tové starb im Jahr 1971 in Lomé. Regina Bruce blieb karitativ tätig und führte ein offenes Haus mit zahlreichen europäischen Gästen. Später lebte sie bei ihrer Tochter Isabelle und deren Ehemann Dennis, der als Gynäkologe eine Privatklinik leitete.
Hermann Schulz begegnete Regina 1977 zufällig in einem Supermarkt. Sie erzählte ihm ausführlich ihre Lebensgeschichte und aus diesem Stoff entstand der Roman Therese. Das Mädchen, das mit Krokodilen spielte, dessen Titelfigur von Regina Bruce inspiriert ist.
Regina Bruce starb am 21. September 1991 in Lomé.

## Ehrungen
Im Rahmen des Projekts FrauenOrte NRW wurde Regina Bruce am 12. Dezember 2024 am Rex-Theater eine Gedenktafel gewidmet.